# Elvira Vasilkova
Elvira Vasilkova, född 15 maj 1962 i Novouralsk, är en före detta sovjetisk simmare.
Hon blev olympisk silvermedaljör på 100 meter bröstsim vid sommarspelen 1980 i Moskva.